# Abraxas obscurifrons
Abraxas obscurifrons là một loài bướm đêm trong họ Geometridae.